# ライン都市同盟
ライン都市同盟（ラインとしどうめい、ドイツ語: Rheinischer Städtebund）は、1254年2月にマインツとヴォルムスの間で結ばれた同盟を起源としてラインラントを中心にヴェストファーレンやリューベックなどエルベ川沿岸にまで達したオーストリア、ベーメンを除く地域に存在した都市同盟のひとつ。
ドイツでは大空位時代を前後して国内を統一する王権が存在しなかったため、13世紀以前から続いていた諸侯の勢力伸長を招いた。そこで神の平和運動にならい、領邦諸侯から自衛的手段をもって都市を守るために結成された。これは、交易阻害を行う領邦諸侯に対抗することを目的とする平和維持的な性格を帯びていた。諸侯者や都市貴族も参加することとなり、のちには70余りに達する大規模な都市同盟へと発展した。
第7回十字軍の失敗により、ヨーロッパの宗教的情熱は交易熱に変わったのである。
同盟の中心となったのはケルン、マインツ、ヴォルムス、シュトラースブルクであり、これらの都市の守護聖人の日に会合が行われた。
しかし、ライン都市同盟と親密な関係にあった国王ヴィルヘルム・フォン・ホラントが1256年1月に殺害された後は、国王選挙を巡る問題で加盟都市内において利害の対立が発生した。すなわち、ケルンやマインツは次のドイツ国王としてコーンウォール伯リチャードを支持し、ヴォルムスやシュパイアーはアルフォンソ10世を支持するなど、後継争いが都市同盟の結束を揺るがせることになった。1257年10月に領邦諸侯の権力に屈し、同盟は事実上解体した。

## 加盟都市
- マインツ
- ケルン
- ヴォルムス
- シュパイエル
- シュトラスブルク
- バーゼル

- チューリッヒ
- フライブルク
- ブライザッハ
- コルマール
- ボン
- ハイデルベルク

- シュレットシュタット
- ハーゲナウ
- ヴァイセンベルク
- ノイシュタット
- フランクフルト・アム・マイン

など、60以上の都市。

## 加盟領主
- マインツ大司教ゲルハルドス
- ケルン大司教コンラドス
- ヴォルムス司教リカルドス
- フルダ修道院長

など、31名の領主